# Okacha Touita
Okacha Touita (Mostaganem, Algèria, 1 de juny de 1943) és un actor, director i guionista algerià.

## Biografia
Després de formar-se a l'Institut de Formation Cinématographique, va esdevenir assistent de direcció i actor, abans de passar a dirigir dos curtmetratges. El segon, Rue Tartarin, es va presentar al Festival de Canes i ja va abordar el tema del seu primer llargmetratge, Les Sacrifiés, que va guanyar el Premi Georges-Sadoul el 1982

## Filmografia
Director i guionista
- 2014 : Opération Maillot (amb motiu del cinquantè aniversari de la independència d'Algèria)
- 2007 : Morituri[2][3]
- 1999 : Dans le feu hier et aujourd'hui
- 1990 : Le Cri des hommes
- 1986 : Le Rescapé
- 1982 : Les Sacrifiés (premi Georges-Sadoul 1982 i Menció Especial del Jurat i Premi del Públic a les pel·lícules de Orleans 82 – 39a Mostra Internacional de Cinema de Venècia 1982)[4][5]
- 1980 : Rue Tartarin (CM) (Premiat al festival de Lilla 1981)
- 1976 : Classe normale (CM)

Actor
- Harragas de Merzak Allouache
- Le Voyage de Selim de Régina Martial
- Pétrole ! Pétrole ! de Christian Gion
- Dialogue d'exilés de Raoul Ruiz
- La Chevauchée solitaire de P. Chamming's
- L'Idole des jeunes d'Yvan Lagrange
- Les Ambassadeurs de Naceur Ktari
- Les Transplantés de P. Matas
- Camembert (curtmetratge) de M. Raysse
- L'Oniromane (curtmetratge) de J.P. Ginet
- Le Grand Départ de Martial Raysse
- Cervophage à gogo (curtmrtratge) de Ph. Dodet

## Teatre
El 1967 i el 1968, va treballar amb el “Living Theatre” (Avinyó) i “Le Grand Magic Circus et ses Animaux Tristes” al Théâtre de Plaisance (París).
- Parenthèse pour une kermesse de Jean-Jacques Aslanian